# إم. د. برايت
إم. د. برايت (بالإنجليزية: M. D. Bright)‏ هو رسام بالرصاص أمريكي، ولد في 1955 في مونتكلير في الولايات المتحدة.

## وصلات خارجية
- الموقع الرسمي
- إم. د. برايت على موقع IMDb (الإنجليزية)